# Joseph Ruben
Joseph Porter Ruben (Briarcliff Manor, Nova York, 10 de maig de 1950), és un director de cinema, guionista i productor estatunidenc.

## Biografia
Les seves pel·lícules anteriors, com The Stepfather, s'han convertit en clàssics de culte. En la dècada de 1990, va passar a dirigir pel·lícules convencionals de gran recaptació com Dormint amb el seu enemic protagonitzada per Julia Roberts (que va recaptar més de $150,000,000 en la taquilla), el controvertit thriller El bon fill protagonitzat per Macaulay Culkin i Elijah Wood; Assalt al tren dels diners protagonitzada per Woody Harrelson i Wesley Snipes; i Retorn al paradís protagonitzada per Vince Vaughn i Joaquin Phoenix. Ha col·laborat sovint amb l'editor de cinema George Bowers.
Ha guanyat premis en diversos festivals de cinema amb les seves pel·lícules The Stepfather, Sol davant la llei, protagonitzada per Robert Downey Jr. i James Woods, i Dreamscape, protagonitzada per Dennis Quaid. En 2013 va dirigir Atrapada en la foscor, protagonitzada per Michael Keaton i Michelle Monaghan. Va tornar per a dirigir el thriller de assassí en sèrie Jack després d'haver romàs inactiu sis anys. Ruben va ser relacionat per a dirigir la pel·lícula The Politician's Wife, escrita per Nicholas Meyer.
The Ottoman Lieutenant es va estrenar durant el període de la pel·lícula La promesa, una pel·lícula que representa el genocidi armeni. Les similituds percebudes entre les pel·lícules van donar lloc a acusacions que "The Ottoman Lieutenant" pretenia negar el genocidi armeni.

## Filmografia
| Año  | Título                     | Director | Productor | Guionista | Notes                                     |
| ---- | -------------------------- | -------- | --------- | --------- | ----------------------------------------- |
| 1974 | The Sister-in-Law          | Sí       | Sí        | Sí        | Debut como director                       |
| 1976 | The Pom Pom Girls          | Sí       | Sí        | Sí        |                                           |
| 1977 | Joyride                    | Sí       | No        | Sí        |                                           |
| 1978 | Our Winning Season         | Sí       | No        | No        |                                           |
| 1980 | Breaking Away              | Sí       | No        | No        | Sèrie de televisió, episodi "The Cutters" |
| 1980 | Gorp                       | Sí       | No        | No        |                                           |
| 1984 | Dreamscape                 | Sí       | No        | Sí        |                                           |
| 1987 | The Stepfather             | Sí       | No        | No        |                                           |
| 1989 | Sol davant la llei         | Sí       | No        | No        |                                           |
| 1991 | Dormint amb el seu enemic  | Sí       | No        | No        |                                           |
| 1993 | El bon fill                | Sí       | Sí        | No        |                                           |
| 1995 | Assalt al tren dels diners | Sí       | No        | No        |                                           |
| 1998 | Retorn al paradís          | Sí       | No        | No        |                                           |
| 2004 | Misteriosa obsessió        | Sí       | No        | No        |                                           |
| 2013 | Atrapada en la foscor      | Sí       | Sí        | No        |                                           |
| 2017 | The Ottoman Lieutenant     | Sí       | No        | No        |                                           |